# SMS Saida (1912)
SMS Saida – austro-węgierski krążownik z okresu I wojny światowej. Pierwszy okręt typu Novara (nazywanego także ulepszonym t. Admiral Spaun).
Okręt brał udział w bitwie w Cieśninie Otranto. W jej pierwszej fazie, nad ranem, 15 maja 1917 „Saida” wraz z bliźniaczymi SMS „Helgoland” i „Novara” zatopił 14 trawlerów blokujących cieśninę. W drugiej fazie zespół austro-węgierskich krążowników starł się z krążownikiem „Marsala”, oraz niszczycielami „Carlo Alberto Racchia”, „Indomito”, „Insidioso”, „Impavido”, „Carlo Mirabello”, „Commandant Rivière”, „Cimeterre” i „Bisson”. W trakcie pojedynku artyleryjskiego "Saida" została trafiona pociskiem artyleryjskim w dziób. Wybuch pocisku nie wyrządził większych szkód, ale zabił jednego marynarza i zranił kilkunastu innych. W końcowej fazie starcia „Saida” odholował uszkodzoną, pozbawiona napędu „Novarę” do bazy.
„Saida” przetrwał I wojnę światową. Została przekazana Włochom jako część austro-węgierskich reparacji wojennych. Po wcieleniu do Regia Marina otrzymała nazwę „Venezia”. Z listy włoskiej floty została skreślona 11 marca 1937 roku.